# Бахрейн на літніх Олімпійських іграх 2004
Бахрейн на Літніх Олімпійських іграх 2004 року в Афінах (Греція) був представлений командою з 10 спортсменів, з них 3 жінки. Жодної медалі не завоював.